# Roger Tessier
Roger Tessier est un compositeur français né à Nantes le 14 janvier 1939. Il est membre fondateur de l'ensemble L'Itinéraire.

## Biographie
Roger Tessier naît le 14 janvier 1939 à Nantes,.
Il étudie la musique au conservatoire de sa ville natale avant d'entrer en 1959 au Conservatoire de Paris, où il est élève d'Olivier Messiaen en analyse, d'Henri Challan en harmonie, d'Alain Weber en fugue et d'Eugène Bigot en direction d'orchestre,.
Il se consacre ensuite à la composition et à l'enseignement.
En 1972-1973, Roger Tessier est membre fondateur de l'ensemble de musique contemporaine L'Itinéraire,.
Il est lauréat en 1978 du prix Stéphane-Chapelier de la SACEM, lauréat de la Fondation de France en 1980, et devient la même année responsable de l'organisation des concerts de musique contemporaine dans l'académie de Versailles,.
En 1981, il est Grand prix de l'Académie du disque français Charles Cros et est nommé secrétaire général de la section française de la Société internationale pour la musique contemporaine, institution dont il est membre du bureau exécutif entre 1987 et 1990 puis trésorier en 1982,.
En 1982, Roger Tessier est directeur-fondateur du Festival de musique du XXe siècle d'Angers. Il participe au Festival de Darmstadt en 1984, devient directeur du Conservatoire d'Angers en 1987 puis est directeur à partir de 1991 du Conservatoire du 14e arrondissement de Paris, où il crée une classe de composition,.
L'Académie des beaux-arts lui décerne le prix Jacques-Durand en 1990 et le prix Florent-Schmitt en 1991,.